# Anihilacija para
Anihilacija para je pojav fiziki osnovnih delcev, pri katerem trčita osnovni delec (npr. elektron) in njegov antidelec (npr. pozitron). Pri trku se delec in antidelec izničita, lastni energiji obeh delcev pa se sprostita v obliki dveh ali treh visokoenergijskih fotonov, ki odletijo v nasprotnih smereh, tako da se ohranja skupna gibalna količina.
Obratni pojav je nastanek para.